# Sevu Reece
Sevuloni Lasei Reece (Welkom, 13 de febrero de 1997) es un jugador neozelandés de rugby nacido en Fiyi, que se desempeña como wing y juega en los Crusaders del Super Rugby. Es internacional con los All Blacks desde 2019.

## Carrera
Debutó en la Mitre 10 Cup con los Waikato Mooloos en 2016 y juega con ellos desde entonces; se ganó la titularidad rápidamente y marcó su primer try contra Auckland. En 2017 fue convocado a los Barbarians neozelandeses para enfrentar a los British and Irish Lions, que visitaban el país realizando su Gira XXXII.

### Super Rugby
Fue contratado por los Crusaders para disputar el Super Rugby 2019 y finalizado victoriosamente el mismo, firmó una renovación hasta 2021.

## Selección nacional
Steve Hansen lo convocó a los All Blacks para disputar The Rugby Championship 2019 y debutó ante los Pumas. En total lleva cinco partidos jugados y 20 puntos marcados, producto de cuatro tries.

### Participaciones en Copas del Mundo
Hansen lo trajo a Japón 2019 como suplente de Rieko Ioane y se ganó la titularidad contra Irlanda.
| Mundial                       | Sede  | Resultado  | PJ | Tries |
| ----------------------------- | ----- | ---------- | -- | ----- |
| Copa Mundial de Rugby de 2019 | Japón | Disputando | 2  | 2     |

## Palmarés
- Campeón del Super Rugby de 2019.